# Olintepec
Olintepec es una localidad del estado mexicano de Morelos. Es parte del municipio de Ayala.

## Toponimia
El nombre «Olintepec» proviene de los términos en náhuatl: olin, movimiento o terremeto; tepetl, cerro; co, locativo. Su significado es «Lugar del cerro que tiembla».

## Demografía
| Gráfica de evolución demográfica |
|                                  |

| Censo | Población |
| ----- | --------- |
| 1960  | 269       |
| 1970  | 912       |
| 1980  | 1292      |
| 1990  | 1578      |
| 2000  | 1700      |
| 2010  | 1827      |
| 2020  | 1656      |